# Lijst van burgemeesters van Leeuwarderadeel
Dit is een lijst van burgemeesters van de voormalige Nederlandse gemeente Leeuwarderadeel in de provincie Friesland. Leeuwarderadeel werd op 1 januari 2018 toegevoegd aan de gemeente Leeuwarden.
| Ambtsperiode | Naam burgemeester                    | Partij of stroming | Bijzonderheden                                      |
| ------------ | ------------------------------------ | ------------------ | --------------------------------------------------- |
| 1851 - 1852  | Jhr. Vitus Valerius Cammingha        |                    | Voorafgaand sinds 1823 grietman van Leeuwarderadeel |
| 1852 - 1854  | Jhr. Willem Engelbart Engelen        |                    |                                                     |
| 1855 - 1865  | Jhr. Jan Minnema van Haersma de With |                    | Voorafgaand burgemeester van Oostdongeradeel        |
| 1865 - 1882  | Frederik Cornelis Andreae            |                    | Voorafgaand burgemeester van Oostdongeradeel        |
| 1882 - 1883  | Pieter Lycklama à Nijeholt           |                    |                                                     |
| 1883 - 1886  | I. Bolman                            |                    |                                                     |
| 1886 - 1914  | Ynso Oosterlo                        |                    |                                                     |
| 1914 - 1918  | Jhr.mr. J.M. van Beijma              |                    |                                                     |
| 1918 - 1936  | Jan Jansonius                        | SDAP               |                                                     |
| 1936 - 1951  | Jhr. W.J.H. Hora Siccama             |                    |                                                     |
| 1951 - 1962  | Auke de Boer                         | VVD                |                                                     |
| 1962 - 1969  | Henk Hellinga                        | PvdA               |                                                     |
| 1969 - 1990  | Hendrik Boschma                      | PvdA               |                                                     |
| 1990 - 1998  | Cees Bijl                            | PvdA               |                                                     |
| 1998 - 1998  | Meinte Abma                          | CDA                | Waarnemend                                          |
| 1998 - 2003  | Willemien Vroegindeweij              | CDA                |                                                     |
| 2003 - 2004  | Jo Bosma                             | D66                | Waarnemend                                          |
| 2004 - 2011  | Eric ter Keurs                       | VVD                |                                                     |
| 2011 - 2017  | Joop Boertjens                       | VVD                | Waarnemend                                          |